# Girishawardhana
Girishawardhana (ur. ?, zm. 1466) – jawajski monarcha i dziewiąty władca imperium Majapahit (1456-1466).

## Życiorys
Był synem Kertawidżaji, jednak po jego śmierci w 1451 nie objął on tronu, gdyż władzę przejął brat zmarłego, Rajasawardhana. Po jego dwuletnich rządach nastał prawdopodobnie trzyletni okres bezkrólewia, po którym Girishawardhana wstąpił na tron w 1456 roku. Podczas jego panowania doszło do erupcji wulkanu w 1462, która wyrządziła znaczne szkody (według Pararatonu). Zmarł w 1466 roku, a po jego śmierci doszło do walk o władzę.